# Jos. Feichtingers Erben

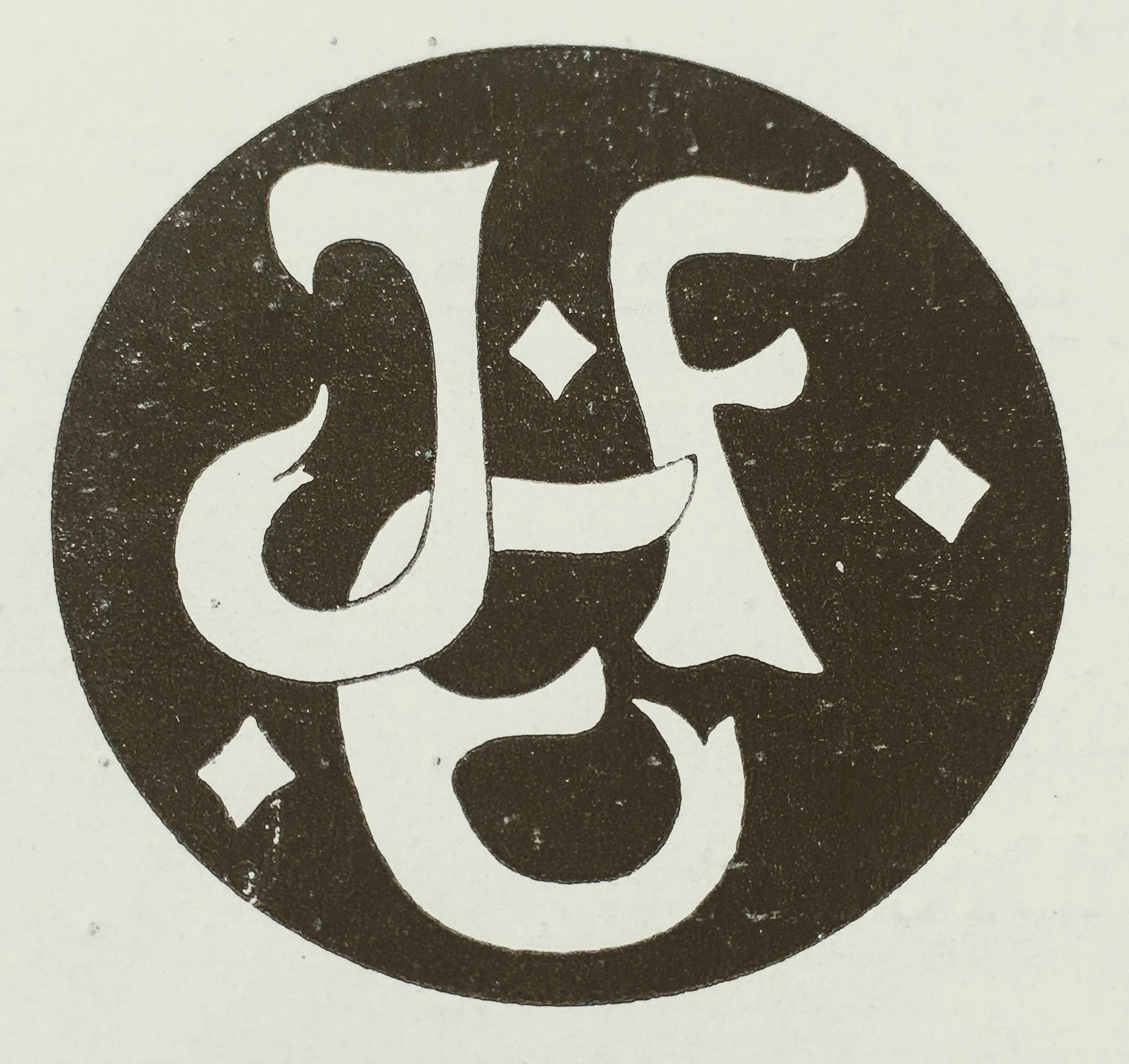
Jos. Feichtingers Erben, Logo in der Festschrift 1924

Jos. Feichtingers Erben (Abkürzung für sowohl Josef Feichtingers Erben als auch Josefa Feichtingers Erben) ist die zweitälteste Buchdruckerei und einer der ältesten Verlage Oberösterreichs. Die Firma ist nach den beiden langjährigen Geschäftsführenden Josef Feichtinger (1793–1809) und Josefa Feichtinger (1810–1847) benannt.

## Geschichte
Im Jahr 1674 wanderte Hanns Jakob Mayr aus Kempten im Allgäu nach Linz ein. Er wurde am 14. September 1674 als Buchdrucker in die Linzer Bürgerschaft aufgenommen. Mayr machte der eingesessenen Druckerei von Caspar Freyschmid Konkurrenz, denn laut Unterlagen aus dem Archiv der Stadt Linz kam es bald zu einem Streit zwischen den beiden Unternehmern. Der erste bekannte Druck Mayrs stammt aus dem Jahr 1675 und trägt den Titel Officina pietatis, Sodalibus B.M. Virginis, natae angelorum Reginae. Lineii typis Jacobi Mayr. Ab 1676 gab Mayr die Linzer Zeitung heraus. Dass Mayr auch Buchhändler war, geht aus den Messekatalogen des deutschen Buchhandels hervor, in denen erstmals im Jahre 1682 Linz als Verlagsort erwähnt wurde.
Johann Rädlmayr führte Mayrs Betrieb weiter. Zu Beginn des 18. Jahrhunderts erhielt er zusätzliche Konkurrenz durch den Buchdrucker Franz Zachäus Auinger, der von Steyr nach Linz übersiedelte und eine dritte Linzer Offizin errichtete, die heute in der Firma Wimmer Medien fortlebt.

### Familie Feichtinger
In den 1720er-Jahren übernahm Johann Michael Feichtinger die Druckerei von Johann Rädlmayr. Obwohl Feichtinger über vierzig Jahre lang den Betrieb führte, Besitzer von mindestens zwei Linzer Stadthäusern und Mitglied des Stadtrates war, ist über seine Person nur wenig bekannt. Am 19. Januar 1761 heiratete der 68-jährige Witwer die 36-jährige Maria Katharina Unverdorbin. Johann Michael Feichtinger starb am 10. Dezember 1768 in Linz.
Die Witwe Maria Katharina Feichtinger führte die Buchdruckerei mit Energie und Geschick. Sie druckte die von ihrem Mann entworfenen Kalender weiter. Nach Gründung des Schulbücherverlags in Wien gelang es ihr, die Bewilligung (Konsens) zur Drucklegung der deutschen Normalschulbücher zu erhalten. Sie besaß ferner ein Privileg für den Verlag der „Gesetze, Verordnungen und Patente“. Im Jahre 1776 veröffentlichte sie zum ersten Mal das Linzerische Sackkalenderl. Dieser Miniatur-Kalender war ein Vorläufer des späteren populären Wiener Portemonnaie-Kalenders. 1781 wurde der neue Instanzkalender gegründet, der später in den k.k. Schematismus überging. Nach dem Umbau des alten Redoutensaals zum landständischen Theater druckte die Firma Feichtinger kostbare Theaterzettel auf weißer Seide.

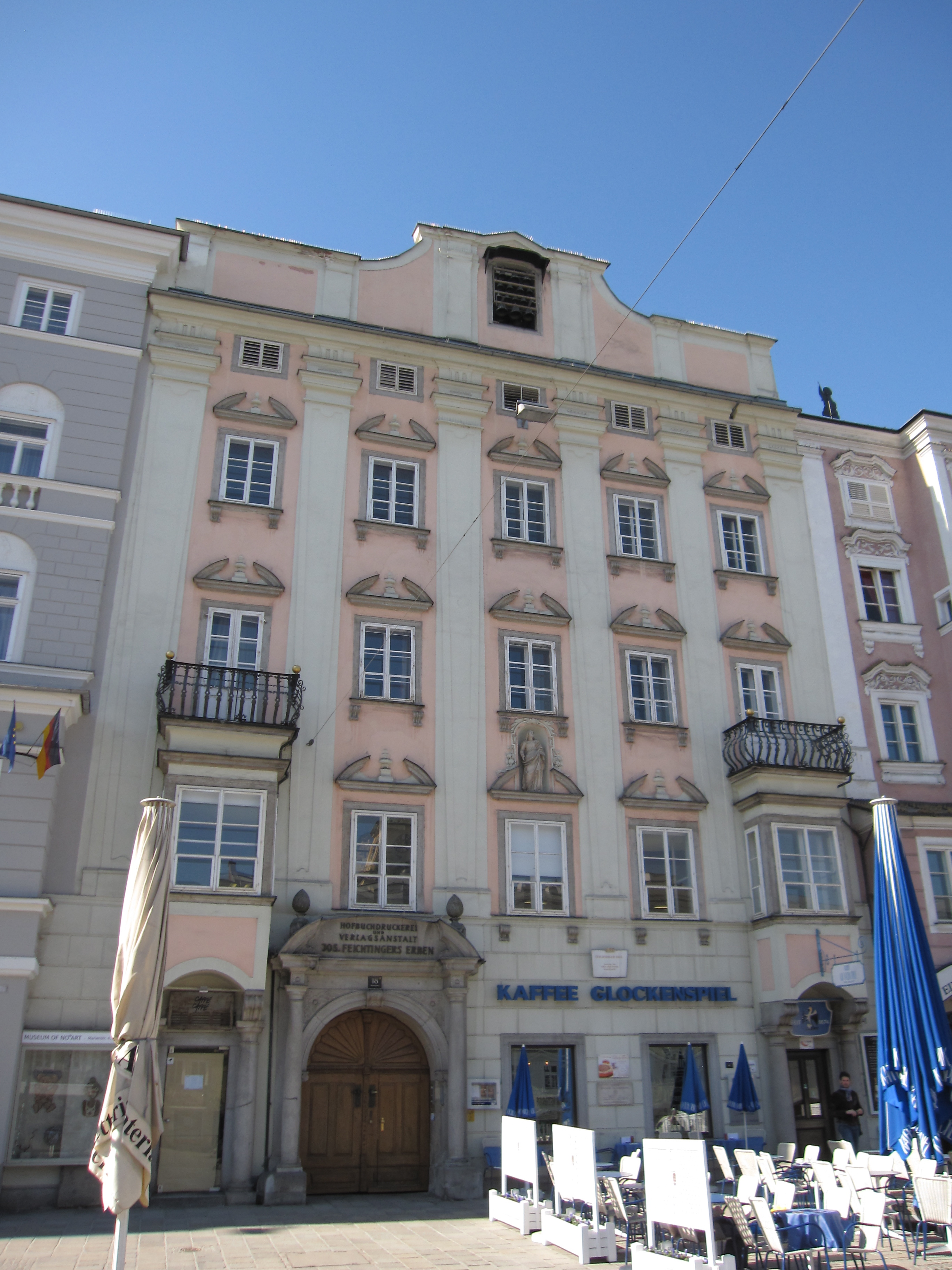
Feichtinger-Haus am Hauptplatz von Linz

Der 21-jährige Josef Feichtinger, der erste Namenspatron der Firma Jos. Feichtingers Erben, heiratete 1786 die um mehrere Jahre ältere und begüterte Linzer Patrizierstochter Theresia Ringlmayrin. Die beiden kauften am 1. Oktober 1790 ein Haus am Linzer Hauptplatz und richteten dort eine große Offizin ein, zu deren Werkstatt man durch den langgestreckten Hinterhof gelangte. 1794 heiratete der inzwischen verwitwete Feichtinger die junge Josefa Löberbaurin. Der große Stadtbrand am 15. August 1800 zerstörte die Werkstätte der Firma mit den darin gelagerten Lettern. Josef Feichtinger erhielt danach die Erlaubnis, Ersatz-Lettern aus Basel, Straßburg, Frankfurt am Main und Jena zu beschaffen. 1809 flohen die Linzer Buchdrucker Friedrich Eurich und Josef Feichtinger vor den Franzosen, um nicht das Schicksal ihres berühmten Kollegen, des Nürnberger Buchhändlers Johann Philipp Palm, zu teilen, der 1806 in Braunau am Inn hingerichtet worden war. Josef Feichtinger starb am 25. April 1815 in Bregenz. Seine Gattin Josefa Feichtinger, die schon seit Ende 1810 das Geschäft leitete, wurde damit dessen Alleineigentümerin.
Josefa Feichtinger, eine resolute und fleißige Frau und die zweite Namenspatronin der späteren Hofbuchdruckerei Jos. Feichtingers Erben, war als „die schöne Feichtingerin“ bekannt. Sie verzichtete fast gänzlich auf den Eigenverlag, die wichtigsten Geschäfte des Hauses waren der Druck der Normalschulbücher, die Druckarbeiten für die Landstände in Österreich ob der Enns und Salzburg und die Herstellung der Verlagswerke von Linzer und auswärtigen Buchhändlern.

### Feichtingers Erben
Viktor Drouot heiratete 1845 die ältere gleichnamige Tochter von Josefa Feichtinger. Drouot, 1867–1873 Bürgermeister von Linz, stand über 50 Jahre an der Spitze der Buchdruckerei und Verlagsanstalt. Ab 1878 durfte seine Firma die Bezeichnung „k. k. Hofbuchdruckerei“ führen, was damals eine besondere Auszeichnung für einen Buchdrucker in der österreichischen Provinz war. Der aus Riesa an der Elbe stammende technische Leiter Carl Großer richtete den Musikaliendruck ein.
Hans Drouot, der 1891/92 den jungen Studenten Rainer Maria Rilke in seiner Wohnung im Graben 19 im 3. Stock in Linz beherbergte, führte in seiner Offizin den Drei- und Vierfarbendruck ein. Das größte Kontingent seiner Arbeiten stellten medizinische, mathematische und fremdsprachige Werke dar, darunter das bei Alfred von Hölder erschienene Österreichische Staatswörterbuch von Ernst Mischler und Joseph Ulbrich oder die Enzyklopädie der praktischen Medizin (4 Bände, 1906–1909) von Moses Schnirer und Hermann Vierordt. Weiters druckte Drouot für den Deuticke Verlag, die Wilhelm Braumüller Universitäts-Verlagsbuchhandlung, die Kunstanstalt Josef Löwy sowie für die in Linz beheimateten Verlage der Ebenhöchschen Buchhandlung und der Hofbuchhandlung Vinzenz Fink. Während des Ersten Weltkrieges wurde Notgeld für die Landesregierung und viele oberösterreichische Gemeinden nach Entwürfen von Klemens Brosch und Karl Kieslinger gedruckt.
Im weiteren Verlauf des 20. Jahrhunderts sank die Bedeutung der Verlagsbuchhandlung. Der Name Feichtinger lebt noch in der 1994 gegründeten Papier- und Buchhandlung Jos. Feichtingers Erben GmbH & Co.KG (Firmenbuchnummer 118156i) weiter. Deren Sitz befindet sich in der Herrenstraße 6 in Linz, wo mit der 1843 eingerichteten Buchdruckerei Wimmer die geschichtlichen Wurzeln der Tagespost und der Oberösterreichischen Nachrichten zu finden sind.

## Leitende
- 1674–1683 Johann Jakob Mayr,
- 1683 Maria Elisabeth Mayrin, dessen Witwe,
- 1683–1721 Johann Rädlmayr,
- 1721–1768 Johann Michael Feichtinger († 10. Dezember 1768),
- 1768–1793 Maria Katharina Feichtinger († 1. Juli 1793), dessen Witwe,
- 1793–1809 Josef Feichtinger († 25. April 1815), deren Sohn,
- 1810–1847 Josefa Feichtinger († 8. November 1847), dessen Witwe,
- 1847–1897 Viktor Drouot (1811–1897), deren Schwiegersohn,
- 1897 bis mindestens 1925: Hans Drouot (* 16. Mai 1855; † 26. April 1945),[13] dessen Neffe
- 1930er-Jahre: Leopold Woisetschläger
- 1940er-Jahre und folgende: Hans Woisetschläger